# Ancinnes
Ancinnes ist eine Gemeinde im Nordwesten von Frankreich. Sie hat 917 Einwohner (Stand: 1. Januar 2022), genannt Ancinnois, und liegt im Département Sarthe in der Region Pays de la Loire; sie gehört zum Arrondissement Mamers und zum Kanton Sillé-le-Guillaume.
Ancinnes pflegt einen langjährigen Austausch mit der niedersächsischen Gemeinde Schwarme.

## Geographie
Ancinnes liegt im Regionalen Naturpark Normandie-Maine (frz. Parc naturel régional Normandie-Maine). Die nächste größere Stadt ist das acht Kilometer entfernte Alençon, die Hauptstadt des Départements Orne. Nördlich und westlich von Ancinnes verläuft der Fluss Sarthe. Nordöstlich von Ancinnes liegt das Waldgebiet Foret Domaniale de Perseigne, das eine Fläche von mehr als 5000 Hektar einnimmt.

## Verkehr
Die Fernstraße A28 (=E402) verläuft westlich von Ancinnes.

## Bevölkerungsentwicklung
| 1962          | 1968 | 1975 | 1982 | 1990 | 1999 | 2006 | 2012 |
| ------------- | ---- | ---- | ---- | ---- | ---- | ---- | ---- |
| 710           | 711  | 675  | 862  | 916  | 908  | 899  | 938  |
| Quelle: INSEE |      |      |      |      |      |      |      |

## Tourismus
Ancinnes ist ein beliebter Urlaubsort. Es gibt mehrere Hotels im Ort und in der Umgebung.

## Sehenswürdigkeiten
Ancinnes verfügt über einige historische Gebäude:
- Kirche Saint-Pierre-et-Saint-Paul aus dem 11./12. Jahrhundert
- Kapelle Ancinette
- Herrenhaus Couesme aus dem 14./15. Jahrhundert, seit 2005 Monument historique
- Herrenhaus Chaigné, Anfang des 20. Jahrhunderts erbaut

## Sport
In Ancinnes gibt es einen Judo-Verein.